# Pié
Der Pié war ein spanisches Längenmaß und entsprach dem Maß Fuß.
Das Maß war ein kastilisches und ließ sich in 12 Pulgadas (Zoll) und je 12 Lineas je 12 Puntos oder je 16 Dedos (Finger) unterteilen. Abgeleitet war es von der Vara. 
Im gesamten Spanien nannte man das Maß Pié de Burgos. Dieser Zusatz war ein Hinweis auf den Aufbewahrungsort des Etalons in Burgos. Der genaue Wert  beispielsweise in Saragossa, Sevilla, Málaga, Bilbao, Cádiz, Coruna, Ferrol, Pamplona und Oviedo war 0,258635 Meter, in Valencia 0,3023 Meter und Madrid 0,2810 Meter. In Valencia teilte man den Pié in 4 Palmos  mit je 4 Dedos.
- Peru 1 Pié = 125,233 Pariser Linien = 0,2825 Meter

Die Längeneinheit war auch Grundlage für ein Flächenmaß in Spanien und Lateinamerika. Als Pié cuadrado entsprach es einer Fläche von 776 Quadratzentimeter.